# Sarcophaga currani
Sarcophaga currani är en tvåvingeart som först beskrevs av Yu. G. Verves 1989.  Sarcophaga currani ingår i släktet Sarcophaga och familjen köttflugor. Inga underarter finns listade i Catalogue of Life.